# Man of the World (nummer)
"Man of the World" is een nummer van de Britse band Fleetwood Mac. Het nummer verscheen niet op een officieel studioalbum, maar op 3 april 1969 werd het uitgebracht als losstaande single.

## Achtergrond
"Man of the World" is geschreven door zanger en gitarist Peter Green en geproduceerd door Mike Vernon. De groep had eerder in 1969 een contract getekend bij Immediate Records, maar dit platenlabel hield kort na de uitgave van de single op te bestaan. Hierdoor is het ook de enige single van de groep die onder dit label is verschenen. Volgens drummer Mick Fleetwood gaat het nummer over de mentale gezondheid van Green: "Het is een erg profetisch nummer. Toen hij dat soort nummers maakte, hadden wij geen idee dat hij aan de binnenkant zoveel leed kende. Maar als je naar de tekst luistert, is het overduidelijk wat er aan de hand was. Maar het is een mooi nummer. Een aangrijpend nummer."
"Man of the World" werd een hit in een aantal landen. In het Verenigd Koninkrijk kwam het tot de tweede plaats, achter "Get Back" van The Beatles, en in Ierland en Noorwegen werd de top 5 gehaald. In Nederland piekte de single op de twaalfde plaats in de Top 40 en de dertiende plaats in de Hilversum 3 Top 30. In 1976 werd de single pas in de Verenigde Staten uitgebracht en kwam het niet in de hitlijsten terecht. Op de B-kant van de single stond "Somebody's Gonna Get Their Head Kicked In Tonite"; dit nummer werd toegeschreven aan Earl Vince and the Valiants, maar was in werkelijkheid gewoon Fleetwood Mac die onder een andere naam speelde. Dit nummer werd geschreven door gitarist Jeremy Spencer, het enige groepslid dat niet meewerkte aan de A-kant.

## Hitnoteringen

### Nederlandse Top 40
| Hitnotering: 26-04-1969 t/m 31-05-1969 | Hitnotering: 26-04-1969 t/m 31-05-1969 | Hitnotering: 26-04-1969 t/m 31-05-1969 | Hitnotering: 26-04-1969 t/m 31-05-1969 | Hitnotering: 26-04-1969 t/m 31-05-1969 | Hitnotering: 26-04-1969 t/m 31-05-1969 | Hitnotering: 26-04-1969 t/m 31-05-1969 | Hitnotering: 26-04-1969 t/m 31-05-1969 |
| Week                                   | 1                                      | 2                                      | 3                                      | 4                                      | 5                                      | 6                                      |                                        |
| -------------------------------------- | -------------------------------------- | -------------------------------------- | -------------------------------------- | -------------------------------------- | -------------------------------------- | -------------------------------------- | -------------------------------------- |
| Positie                                | 35                                     | 16                                     | 13                                     | 12                                     | 19                                     | 33                                     | uit                                    |

### Hilversum 3 Top 30
| Hitnotering: 03-05-1969 t/m 24-05-1969 | Hitnotering: 03-05-1969 t/m 24-05-1969 | Hitnotering: 03-05-1969 t/m 24-05-1969 | Hitnotering: 03-05-1969 t/m 24-05-1969 | Hitnotering: 03-05-1969 t/m 24-05-1969 | Hitnotering: 03-05-1969 t/m 24-05-1969 |
| Week                                   | 1                                      | 2                                      | 3                                      | 4                                      |                                        |
| -------------------------------------- | -------------------------------------- | -------------------------------------- | -------------------------------------- | -------------------------------------- | -------------------------------------- |
| Positie                                | 13                                     | 13                                     | 13                                     | 24                                     | uit                                    |

### NPO Radio 2 Top 2000
| Nummer met noteringen in de NPO Radio 2 Top 2000 | '99  | '00 | '01 | '02  | '03  | '04  | '05  | '06  | '07  | '08  | '09  | '10  | '11  | '12  | '13  | '14  |
| ------------------------------------------------ | ---- | --- | --- | ---- | ---- | ---- | ---- | ---- | ---- | ---- | ---- | ---- | ---- | ---- | ---- | ---- |
| Man of the World                                 | 1441 | 963 | 778 | 1193 | 1244 | 1127 | 1305 | 1604 | 1848 | 1427 | 1668 | 1745 | 1975 | 1878 | 1755 | 1946 |

1. ↑  Een vetgedrukt getal geeft de hoogste notering aan.
2. ↑  Deze tabel is bijgewerkt tot en met de laatste editie (2024).